# Vierkant (schaken)
Het vierkant (of: pionnenvierkant) is in het schaakspel een eenvoudige regel om in een oogopslag te bepalen of de vijandelijke koning kan voorkomen dat een vrijpion promoveert.

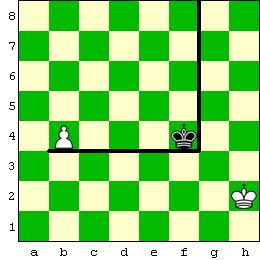
Diagram 1. De koning staat binnen het vierkant

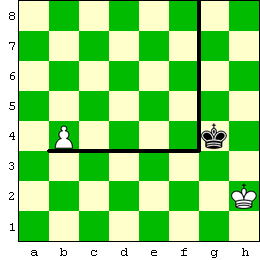
Diagram 2. De koning staat buiten het vierkant

Staat de zwarte koning (met wit aan zet) binnen het vierkant dan komt hij net op tijd om het gepromoveerde stuk te slaan (diagram 1). Dit blijkt uit de zettenreeks: 1 b5 Ke5 2 b6 Kd6 3 b7 Kc7 4 b8D+ K×b8 remise.
Staat de zwarte koning (met wit aan zet) daarentegen buiten het vierkant dan komt hij te laat bij het promotieveld en kan de pion promoveren. Een promotie tot dame of toren is in diagram 2 voldoende voor de winst: 1 b5 Kf5 2 b6 Ke6 3 b7 Kd7 4 b8D of b8T en wit wint.
Staat een pion nog op zijn oorspronkelijke veld, dan moet men, om het vierkant te bepalen, de pion in gedachten een veld verder zetten. Een pion mag immers bij de eerste zet een dubbele stap maken.
De regel van het vierkant geldt alleen in het eenvoudigste geval van een wedren tussen de vrijpion en een ongehinderde vijandelijke koning. Als de eigen koning de vrijpion kan ondersteunen of de vijandelijke koning de weg kan versperren, of als er nog andere stukken of pionnen op het bord staan, dan geeft het vierkant geen uitsluitsel.
Het vierkant is een elementair voorbeeld van patroonherkenning bij het schaken.